# گراهام رید (ورزشکار)
گراهام رید (انگلیسی: Graham Reid؛ زادهٔ ۹ آوریل ۱۹۶۴) بازیکن هاکی روی چمن اهل استرالیا است.